# Echium
Echium L., 1753 è un genere di piante della famiglia Boraginaceae, al quale appartengono piante erbacee o arbustive, annuali, biennali o perenni, ispide per la presenza di setole aventi un tubercolo basale.

## Etimologia
Il nome deriva dal greco echium, che significa vipera, per la forma triangolare dei semi che ricordano vagamente la testa di una vipera.

## Descrizione
I fiori sono portati in cime bratteate, spesso formanti una pannocchia. 
I calici sono divisi fin quasi alla base in lacinie poco ineguali, qualche volta accrescenti nel frutto. La corolla, azzurra, porpora, gialla o bianca, è largamente o strettamente infundibuliforme, di solito con un anello formato da dieci piccole scaglie o ciuffi di peli, o una membrana simile ad una flangia, alla base, ma senza scaglie o  invaginazioni sopra; il tubo  è diritto; il lembo è solitamente obliquo.
Gli stami  sono ineguali, eserti o inclusi, inseriti nella metà  inferiore della corolla. Lo stilo è eserto e lo stimma è capitato o bifido. 

Le nucule ovoidi-trigonali sono erette, scure, reticolate o tubercolate, con base piana.

## Distribuzione e habitat
Il genere comprende oltre 60 specie, distribuite in Europa, Asia occidentale e Nord Africa. 

Le varie specie crescono in ambienti secchi più o meno aperti, bordi stradali, campi coltivati, pascoli secchi, dune arenose.

## Biologia
Sono piante molto visitate dalle api, e da molti altri insetti, per la produzione abbondante e continua di nettare lungo l'arco di tutta la giornata.. Inoltre sono piante molto importanti per le api perché fioriscono in estate, quando spesso le risorse floreali sono molto ridotte.

## Tassonomia

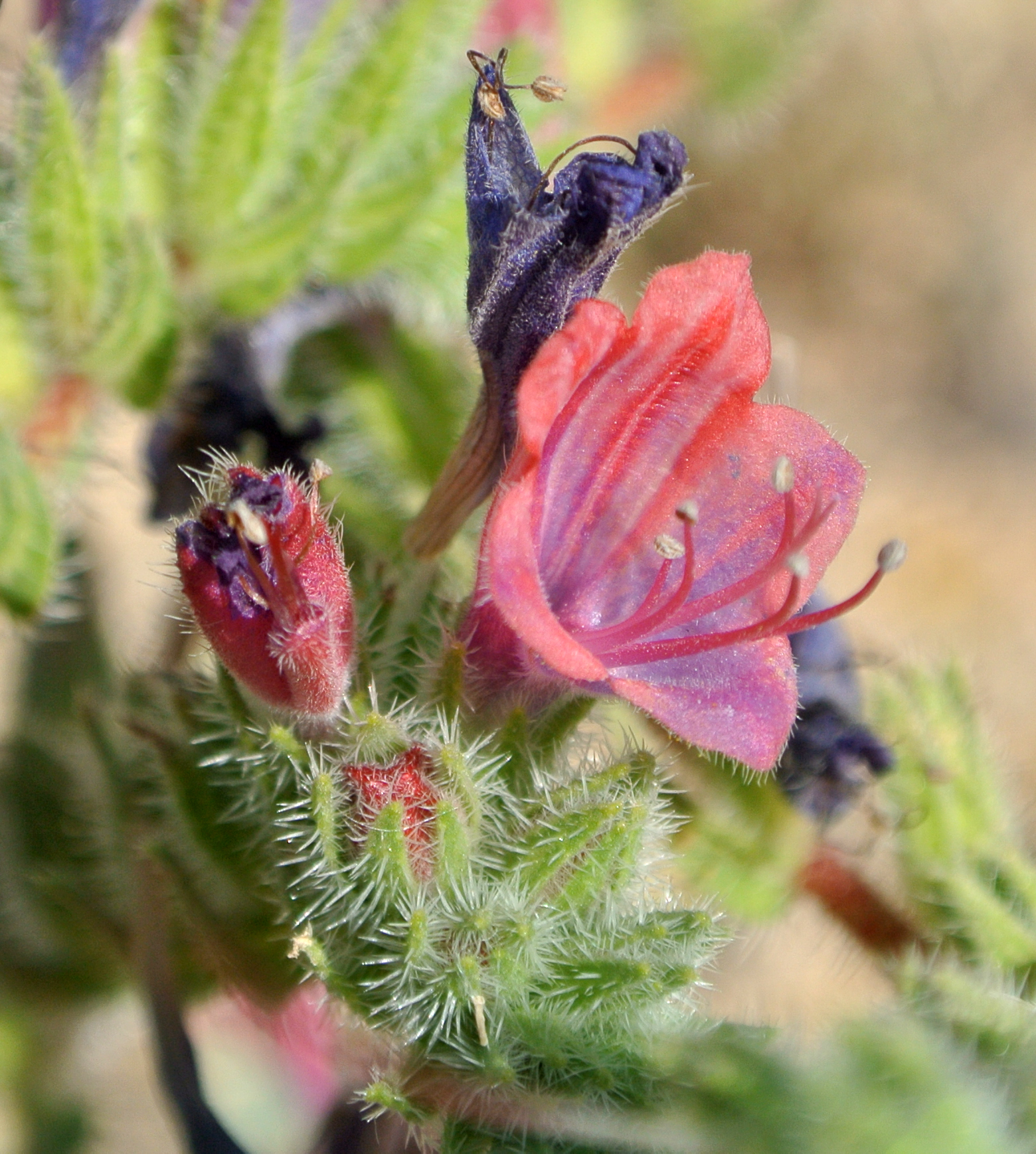
Echium judaeum

Il genere comprende le seguenti specie:
- Echium acanthocarpum Svent.
- Echium aculeatum Poir.
- Echium albicans Lag. & Rodr.
- Echium amoenum Fisch. & C.A.Mey.
- Echium anchusoides Bacch., Brullo & Selvi
- Echium angustifolium Mill.
- Echium arenarium Guss.
- Echium asperrimum Lam.
- Echium auberianum Webb & Berthel.
- Echium × bailaderense A.A.Weller
- Echium bethencourtii A.Santos
- Echium boissieri Steud.
- Echium × bond-spraguei Sprague & Hutch.
- Echium bonnetii Coincy
- Echium brevirame Sprague & Hutch.
- Echium callithyrsum Webb ex Bolle
- Echium candicans L.f.
- Echium canum Emb. & Maire
- Echium clandestinum Pomel
- Echium creticum L.
- Echium decaisnei Webb & Berthel.
- Echium flavum Desf.
- Echium gaditanum Boiss.
- Echium giganteum L.f.
- Echium glomeratum Poir.
- Echium handiense Svent.
- Echium hierrense Webb ex Bolle
- Echium horridum Batt.
- Echium humile Desf.
- Echium hypertropicum Webb
- Echium italicum L.
- Echium judaeum Lacaita
- Echium khuzistanicum Mozaff.
- Echium × lemsii G.Kunkel
- Echium leucophaeum Webb ex Sprague & Hutch.
- Echium × lidii G.Kunkel
- Echium longifolium Delile
- Echium lusitanicum L.
- Echium modestum Ball
- Echium montenielluense Delage
- Echium nervosum Dryand.
- Echium onosmifolium Webb & Berthel.
- Echium pabotii Mouterde
- Echium parviflorum Moench
- Echium perezii Sprague
- Echium petiolatum Barratte & Coincy
- Echium pininana Webb & Berthel.
- Echium pitardii A.Chev.
- Echium plantagineum L.
- Echium portosanctense J.A.Carvalho, Pontes, Bat.-Marques & R.Jardim
- Echium rauwolfii Delile
- Echium rosulatum Lange
- Echium rubrum Forssk.
- Echium sabulicola Pomel
- Echium salmanticum Lag.
- Echium simplex DC.
- Echium spurium Lojac.
- Echium stenosiphon Webb
- Echium strictum L.f.
- Echium suffruticosum Barratte
- Echium sventenii Bramwell
- Echium × taibiquense P.Wolff & Rosinski
- Echium tenue Roth
- Echium thyrsiflorum Masson ex Link
- Echium triste Svent.
- Echium trygorrhizum Pomel
- Echium tuberculatum Hoffmanns. & Link
- Echium velutinum Coincy
- Echium virescens DC.
- Echium vulcanorum A.Chev.
- Echium vulgare L.
- Echium webbii Coincy
- Echium wildpretii H.Pearson ex Hook.f.

In Italia sono presenti 11 fra specie e sottospecie:
- E. anchusoides - endemica della Sardegna
- E. arenarium
- E. asperrimum
- E. candicans - specie introdotta proveniente dall'isola di Madera, naturalizzata in Liguria e Campania.
- E. creticum
- E. italicum - presente in tutta la penisola e nelle isole maggiori; assente solo in Valle d'Aosta.
  - Echium italicum L. subsp. siculum - endemica della Sicilia
- E. parviflorum
- E. plantagineum
- E. sabulicola
- E. vulgare

Numerosi taxa sono molto variabili nell'aspetto, nella forma delle foglie e nella distribuzione della pelosità; in molti casi, i limiti delle specie, sono piuttosto critici.